# Store Norske Spitsbergen Kulkompani
Die Store Norske Spitsbergen Kulkompani (SNSK), vereinfacht auch Store Norske, ist das staatliche norwegische Kohlebergbauunternehmen mit Sitz auf der Insel Spitzbergen.
2025 wurde die letzte Kohlemine (Gruve 7) geschlossen.

## Geschichte
Das Bergbauunternehmen wurde 1916 gegründet und übernahm die Besitzungen des Norwegischen Spitsbergensyndikats, das zuvor die Arctic Coal Company des Amerikaners John Munroe Longyear aufgekauft hatte. Zu den Besitztümern der Unternehmung gehörte fast die ganze Siedlung Longyearbyen. Diese wurden jedoch seit der Einführung politischer Selbstbestimmungsrechte und dem Übergang von einer reinen Bergbausiedlung zu einem Dorf mit Tourismus- und Bildungsangeboten zu großen Teilen verkauft.
SNSK besitzt insgesamt 316 Claims für die Abbaurechte der Kohle in Spitzbergen. Diese Claims werden vom Norwegischen Bergbauinspektor vergeben und berechtigen zum exklusiven Abbau der Bodenschätze in einem Gebiet. Seit dem Inkrafttreten des Spitzbergenvertrags ist pro Claim eine jährliche Abgabe von 6000 NOK zu bezahlen. Etwa die Hälfte der Claims der Store Norske sind jedoch älter als der Spitzbergenvertrag. Neben Kohle werden in einigen der von Claims belegten Gebieten auch Zink, Kupfer, Gold, Blei und andere Mineralien vermutet.
2012 beschäftigte SNSK 360 Personen und betrieb zwei Steinkohlebergwerke: Svea Nord und Gruve 7.

### Das BergwerkSvea Nord
Svea Nord, das größere der beiden Bergwerke, liegt etwa 60 km südlich von Longyearbyen. Die dortige Lagerstätte enthält schätzungsweise 72,5 Millionen Tonnen Steinkohle, von denen 32 Millionen als kommerziell abbaubar galten. Das Kohleflöz ist zwischen 3 und 5,5 Meter dick, was einen effizienten Abbau ermöglicht. Im Bergwerk Svea Nord wurden jährlich drei Millionen Tonnen Steinkohle gefördert.
Im Dezember 2015 gab das Unternehmen aufgrund der niedrigen Kohlepreise und der dadurch bedingten Unwirtschaftlichkeit des Kohleabbaus bekannt, das Bergwerk bei der Siedlung Sveagruva, herunterzufahren. Svea Nord wurde 2016 geschlossen und bis zum Herbst 2020 zurückgebaut. Die Infrastruktur soll jedoch soweit instand gehalten werden, dass der Abbau jederzeit wieder aufgenommen werden könnte.

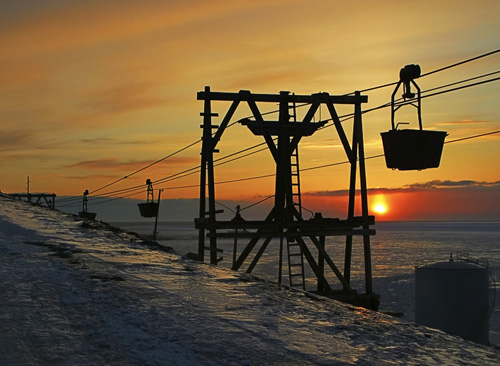
Die nicht mehr in Betrieb befindliche Kohleseilbahn in der Umgebung von Longyearbyen ist ein Wahrzeichen für den Kohlebergbau auf Spitzbergen.

### Das BergwerkGruve 7
Das zweite Bergwerk, Gruve 7, befindet sich etwa 15 km südöstlich von Longyearbyen. Es war die letzte der einst sieben Bergwerke im Umkreis der Hauptstadt der Inselgruppe, in der noch Kohle gefördert wurde. Es war seit 1975 in Betrieb und beschäftigte etwa 20 Mitarbeiter. Etwa ein Drittel ihres Ertrages wurde im Kohlekraftwerk Longyear zur Stromversorgung der Insel verwendet. Seit den 2010er Jahren wurde die Förderung immer öfter von eindringendem Schmelzwasser beeinträchtigt. Im Juli 2020, nachdem Rekordtemperaturen von 21,7 °C auf Spitzbergen gemessen worden waren, beschädigte Schmelzwasser die Stromversorgung, so dass das wegen der COVID-19-Pandemie geschlossene Bergwerk weiterhin geschlossen bleiben musste.
2025 wurde Gruve 7 als letzte Kohlemine Norwegens geschlossen.
Das ehemalige Bergwerk „Gruve 3“ in der Nähe von Longyearbyen wurde zu einem Bergbaumuseum und Schaubergwerk umgestaltet.

### Das Bergwerk im Lunckefjell
Store Norske plante, ein neues Steinkohlebergwerk im Lunckefjell zu eröffnen, unmittelbar nördlich des Bergwerks Svea Nord. Das dortige Kohlevorkommen wird auf acht Millionen Tonnen Kohle geschätzt. Am 22. Dezember 2011 erteilten die zuständigen norwegischen Ministerien die Betriebserlaubnis für das geplanten Bergwerk im Lunckefjell. Der Zeitplan sah vor, dass in den Jahren 2014 bis 2018 im Lunckefjell Kohle abgebaut und 2019 das Gebiet renaturiert wird. Tatsächlich wurde das Bergwerk im Lunckefjell im Februar 2014 offiziell eröffnet, jedoch bereits im Winter 2015 bis auf Weiteres geschlossen. 2017 beschloss das Unternehmen, es endgültig zu schließen und die Ortschaft Svea aufzulösen.

### Energie- und Immobilienverwaltung
Da schon länger abzusehen war, dass sich die Zeilt des Kohlebergbaus in Spitzbergen dem Ende zuneigt, investierte die Firma viel in den Ausbau alternativer Energiequellen für Spitzbergen sowie in Immobilien. Nachdem Store Norske die Immobilien auf Spitzbergen, die im Besitz von Hurtigruten AS waren, erworben hatte, wird geschätzt, dass sie etwa 40 % der Wohnhäuser von Lonyearbyen besitzen, dazu noch eine beträchtliche Anzahl an Geschäftsliegenschaften.